# Vicepresidente dello Stato di Palestina
Il vicepresidente dello Stato di Palestina (in arabo نائب رئيس دولة فلسطين‎?) è la seconda più alta carica dell'esecutivo dello Stato di Palestina, dopo quella del presidente, e la prima nella linea di successione presidenziale. Come in altri paesi dotati di una figura di vicepresidente, in caso di decesso, dimissioni o impedimento del presidente a portare a termine il proprio mandato, il vicepresidente assume la presidenza.
Il presidente ha il potere di nominare il vicepresidente tra i membri del comitato esecutivo dell'Organizzazione per la Liberazione della Palestina (OLP), su proposta del presidente del comitato stesso e con l'approvazione dei suoi membri. Il presidente può affidare incarichi al vicepresidente, rimuoverlo dall'incarico o accettarne le dimissioni.
La carica è stata istituita il 24 aprile 2025 durante una sessione del Consiglio Centrale Palestinese. La decisione è stata approvata da 170 membri presenti, con un solo voto contrario e un'astensione. La nomina è avvenuta il 26 aprile durante una riunione del comitato esecutivo, nel corso della quale il segretario, Hussein Al-Sheikh, è stato designato alla carica.

## Elenco dei vicepresidenti (2025-oggi)
| No. | Nome (Nascita-Morte) | Nome (Nascita-Morte)      | Mandato        | Mandato   | Partito                                                 |
| --- | -------------------- | ------------------------- | -------------- | --------- | ------------------------------------------------------- |
| 1   |                      | Hussein Al-Sheikh (1960–) | 26 aprile 2025 | in carica | Fatah Organizzazione per la Liberazione della Palestina |